# عبد القيوم ذاكر
عبد القيوم ذاكر (الاسم الحركي عبد الله غلام رسول؛ مواليد 1973) مواطن أفغاني محتجز سابقًا في معسكرات الاعتقال التابعة للولايات المتحدة في خليج غوانتانامو في كوبا. كان الرقم التسلسلي لاحتجازه في غوانتانامو 8. ولد عام 1973 في هلمند، ونشأ في شمال أفغانستان.
اعتقلته القوات الأمريكية أثناء غزو أفغانستان في قاعدة باغرام ثم نُقل إلى غوانتانامو. ذكرت صحيفة التايمز أنه نُقل من حجز الولايات المتحدة في غوانتانامو إلى الحجز الأفغاني، في الجناح الأمريكي بسجن بول الشرقي، حيث أطلق سراحه بعد ذلك.
بعد إطلاق سراحه ارتقى ذاكر في صفوف طالبان، حيث أدار عمليات عسكرية في ولاية هلمند قبل أن يصبح القائد العسكري العام لطالبان. وفي عام 2014 تقاعد بعد خلاف داخلي على القيادة.